# 雞油菌目
鸡油菌目（学名：Cantharellales）是伞菌纲下的一目。这一目不仅包括鸡油菌，也包含了一些齿菌（齒菌科）、珊瑚菌（滑瑚菌科、锁瑚菌科）以及皮壳菌（Botryobasidiaceae）。
鸡油菌目中的真菌可與植物形成外生菌根菌、腐生菌與兰科菌根等菌根。
该目中，齿菌属真菌（特别是美味齿菌）可食用，味道鲜美。而角擔菌科的一些真菌——尤其以立枯丝核菌而闻名——可造成谷物等经济作物出现褐斑病等严重疾病。

## 分类
- 滑瑚菌科 Aphelariaceae
- Botryobasidiaceae
- 鸡油菌科 Cantharellaceae
- 角擔菌科 Ceratobasidiaceae
- 锁瑚菌科 Clavulinaceae
- 齒菌科 Hydnaceae
- 胶膜菌科 Tulasnellaceae